# VfB Annaberg 09
Der Verein für Ballspiele Annaberg 09 e. V. ist ein deutscher Sportverein mit Sitz in der sächsischen Stadt Annaberg-Buchholz im Erzgebirgskreis.

## Geschichte

### Gründung bis Zweiter Weltkrieg
Der Verein wurde im Jahr 1909 gegründet. Die Mannschaft spielte im Gau Obererzgebirge, welches zur Saison 1923/24 dann auch erstklassig wurde. Gleich in dieser Saison gelang der Mannschaft mit 24:0 Punkten der erste Platz und damit die Qualifikation für die Endrunde um die mitteldeutsche Meisterschaft. Dort traf man dann zuhause auf den Chemnitzer BC, das Spiel wurde jedoch abgebrochen und mit dem zu dieser Zeit stehenden Ergebnis von 0:5 für Chemnitz gewertet, womit hier dann auch für Annaberg bereits Schluss war. Danach gelangen zwar noch mehrere Vizemeisterschaften im Gau, für die Meisterschaftsendrunde konnte sich der Verein dann jedoch nicht mehr qualifizieren. Erst nach der Saison 1929/30 sollte dies erneut gelingen, dieses Mal wurde dies mit 28:4 Punkten am Saisonende erreicht. In der 1. Vorrunde traf man dann auf die SpVgg Meerane 07, gegen welche man mit 1:6 den Kürzeren ziehen musste. Dort spielte die Mannschaft dann bis zur Machtergreifung der Nationalsozialisten. Danach ging es für die Mannschaft nur noch unterklassig weiter.

### Nachkriegszeit
Nach dem Ende des Zweiten Weltkriegs begann die Mannschaft den Spielbetrieb unter dem Namen Einheit Annaberg, welcher dann später noch zu Konsum Annaberg geändert werden sollte. Nach dem Kreismeistertitel im Kreis Annaberg, nahm die Mannschaft dann auch noch an Aufstiegsspielen zur Bezirksklasse teil, in welche die Mannschaft dann auch aufsteigen konnte. Die Saison 1954/55 konnte die Mannschaft dann sogar als Meister der Staffel 6 eben dieser abschließen. Die späteren Vereinsnamen waren dann noch Wismut Annaberg sowie Medizin Annaberg. Nach einer Vereinigung mit dem Verein Motor wurde der Vereinsname dann zu BSG Motor Annaberg.

### Aufstiege in die Bezirksliga
Im Jahr 1965 gelang dann zudem der Aufstieg in die Bezirksliga Karl-Marx-Stadt, welche zu dieser Zeit die vierthöchste Liga innerhalb des DFV war. Aus dieser erfolgte dann aber bereits 1967 wieder der Abstieg. Im Jahr 1972 gelang dann noch einmal der Aufstieg, die Spielklassenzugehörigkeit dauerte hier dann aber auch wiederum nur 2 Jahre. Ein drittes Mal der Aufstieg in die Bezirksliga gelang dann wiederum im Jahr 1982, diesmal dauerte die Zeit hier sogar bis ins Jahr 1986, ein Jahr später gelang jedoch der direkte Wiederaufstieg.

### Wendezeit
Nach der Wende trat die Fußball-Mannschaft im Juni 1990 aus der BSG Motor Annaberg aus und beschloss im Jahr 1991 die Neugründung des VfB Annaberg. Im Jahr 1992 gelang dann diesmal der Aufstieg in die sechstklassige Bezirksliga Chemnitz, die Zeit hier dauerte dann aber auch wieder nur bis zum Jahr 1994. In der Bezirksklasse belegte die Mannschaft fortan an stets vordere Platzierungen in der Tabelle, darunter auch einige Vizemeisterschaften.

### 2000er Jahre bis heute
Nach langer Zeit in der Bezirksklasse, in welcher man jedoch stets dem Abstieg entgehen konnte, gelang dann schließlich nach der Saison 2007/08 wieder der Aufstieg in die Bezirksliga Chemnitz. Aus dieser steigt die Mannschaft dann nach der Saison 2011/12 jedoch wieder in die Kreisoberliga ab. Durch den Gewinn des Erzgebirgspokals darf die Mannschaft schließlich in der Saison 2015/16 am Sächsischen Landespokal teilnehmen. In der 1. Runde traf der Verein dort auf die BSG Chemie Leipzig gegen welche man mit 0:2 n. V. unterlag. Nach der Saison 2017/18 gelang dann schließlich wieder der Aufstieg, diesmal in die Landesklasse Sachsen. Mit der Zugehörigkeit zur Landesklasse, qualifizierte sich die Mannschaft auch automatisch wieder für den Sachsenpokal 2018/19, dort unterlag man jedoch erneut bereits in der 1. Runde, diesmal beim eine Liga tiefer spielenden SC Syrau 1919 mit 5:0. Nach der Saison 2018/19 steigt die Mannschaft dann jedoch nach einem Jahr in der Landesklasse bereits wieder in die Bezirksoberliga Erzgebirge ab. Im Juli 2020 konnte der VfB Annaberg durch ein 1:0-Sieg gegen den FC 1910 Lößnitz (2.Mannschaft) erneut den Erzgebirgspokal gewinnen. In der Saison 2021/22 gelang den Annabergen der erneute Aufstieg in die Landesklasse West, nachdem man die Saison in der Kreisoberliga Erzgebirge ungeschlagen auf Platz 1 beenden konnte. Im Sachsenpokal konnte der VfB in der ersten Runde den SV Lipsia 93 Eutrtizsch mit 2:1 besiegen, jedoch schied der Verein nach einer 1:2-Niederlage gegen den Oberlungwitzer SV aus dem Pokal aus. Am 12. August 2023 kam es in der ersten Runde des Sachsenpokals zum Duell mit 5. Ligist FC Grimma, welches die Annaberger jedoch mit 0:6 verloren. In der Saison 2024/25 gelang den Annabergern der Einzug in die 3. Pokalrunde des Sächsischen Landespokal, nachdem man in der 1. Runde ein Freilos erhielt und in Runde 2 gegen den höherklassigen FC Oberlausitz Neugersdorf 4:1 gewann. In der dritten Runde wurde ein "Lokalderby" gegen den Drittligisten FC Erzgebirge Aue gelost.

## Persönlichkeiten
- Ulrich Ebert (Trainer)
- Christian Mauersberger (Jugendspieler)
- Felix Uduokhai (Jugendspieler)